# Bertalan Székely
Bertalan Székely (ur. 8 maja 1835 w Koloszwarze, zm. 21 sierpnia 1910 w Budapeszcie) – węgierski malarz romantyzmu specjalizujący się w malowaniu obrazów o tematyce militarystycznej oraz historycznej.
Bertalan urodził się w 1835 roku w Koloszwarze. W 1855 opuścił rodzimy Siedmiogród rozpoczynając studia w Akademii Sztuk Pięknych w Wiedniu. Po zakończeniu studiów w 1859 roku wyjechał do Monachium, gdzie poznał Carla von Pilotyego, niemieckiego malarza, który w późniejszym czasie wywarł duży wpływ na dzieła Székelyego.
W 1862 osiedlił się w Budapeszcie jednakże w następnych latach malował głównie obrazy dla licznych galerii zagranicznych m.in. w Paryżu oraz Amsterdamie. Bertalan wykonywał głównie portrety o treści historycznej. Do jego najważniejszych dzieł zalicza się m.in. portret Władysława Pogrobowca, a także obraz przedstawiający Bitwę pod Mohaczem.
Od 1870 roku na stałe zamieszkał w Budapeszcie zajmując się m.in. ozdabianiem Kościoła Macieja w Budapeszcie, katedry w Peszcie, a także budapeszteńskiej opery. W następnych latach pracował głównie w akademiach plastycznych w roli dyrektora lub mistrza malarstwa.
Bertalan Székely zmarł w Budapeszcie w 1910 roku w wieku 75 lat.